# One's got class and the other one dyes
One's got class and the other one dyes es el 47mo episodio de la serie de televisión norteamericana Gilmore Girls.

## Resumen del episodio
La banda formada por Lane, Dave, Zach y Brian tiene su primera práctica, aunque el local de música no es el apropiado y Dave le dice a Lane que deben buscar un lugar en Hartford donde practicar; Lorelai es solicitada por las madres de la escuela pública de Stars Hollow para dar una charla sobre liderazgo y éxito, y también le encargan la labor de insistirle a Luke para que también participe en la charla, y él acepta. Sin embargo, cuando los alumnos empiezan a hacerle preguntas a Lorelai sobre su embarazo y ella les responde, a las madres de familia no les encanta sus respuestas y la encaran; cuando Luke le recomienda a Jess que se interese más por Shane, él responde que prefiere estar así a que esperar a chica que le gusta, como Luke lo hace por Lorelai. Cuando la Sra. Kim decide enviar a Lane a una universidad adventista, ella decide pintarse el cabello con ayuda de Rory, pero a ella le es molestoso ir a la tienda donde Shane atiende. Lane admite estar enamorada de Dave mientras Rory le está tiñendo, pero cuando su madre vuelve, se arrepiente de lo que ha hecho y le implora a Rory que vaya a comprar un tinte negro, y otra vez ella debe ir donde Shane.

## Curiosidades
- Mientras Lorelai descubre a Shane en el armario de Luke, también la chica está en la tienda.
- Cuando Dave y Lane salen de la tienda de música, ella coge su abrigo, pero fuera ya no lo lleva consigo.

- Datos: Q6050877